# Shortcut
Shortcut è un film horror del 2020 diretto da Alessio Liguori.
È stato presentato al Giffoni Film Festival e distribuito da Minerva Pictures il 19 agosto 2020. Il film è uscito negli Stati Uniti il 25 settembre, dove ha ricevuto una buona accoglienza di pubblico, posizionandosi al settimo posto al box office di quel fine settimana.

## Trama
Una misteriosa creatura terrorizza un gruppo di cinque adolescenti dopo che il loro autobus decide di prendere una scorciatoia e attraversare una strada desolata in mezzo alla natura selvaggia.